# イーゴリ・イゴレヴィチ・コスチェンコ
イーゴリ・イゴレヴィチ・コスチェンコ (ウクライナ語: Ігор Ігорович Костенко、1991年12月31日–2014年2月20日)はウクライナのジャーナリスト・学生運動家で、ユーロマイダン抗議行動で殺害されたウィキペディアン。

## 経歴

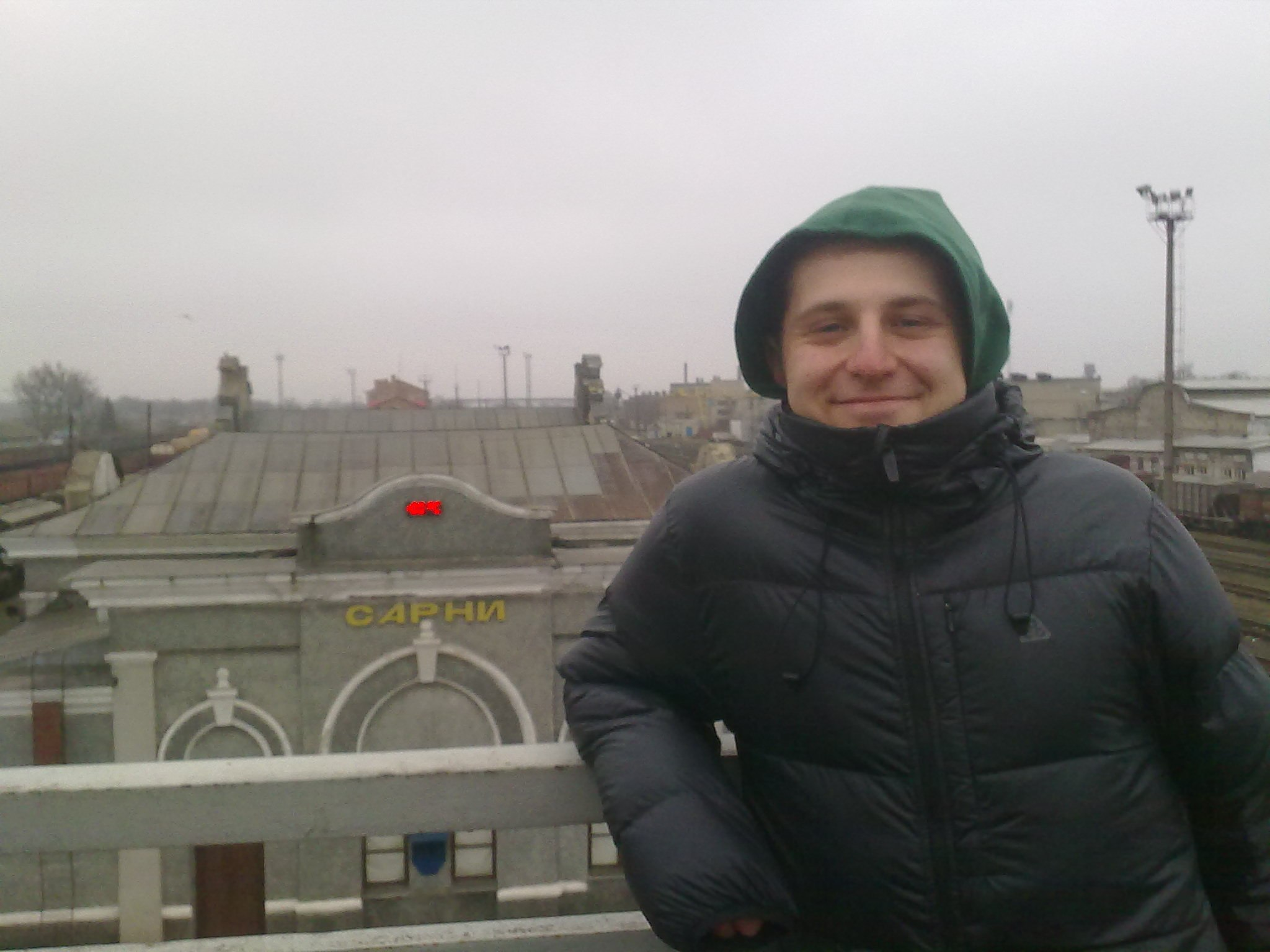

テルノーピリ州ブチャチ地区のズブレツィ生まれ。両親はサンクトペテルブルクで働いていたことから祖父母によって育てられる。子ども時代、ウクライナ東方カトリック教会系のSaint Josaphat Buchatskiyに通う。姉ないし妹にInnaがいる。
イーゴリ・イゴレヴィチは2013年に学士の学位を取得し、リヴィウ大学の修士課程に進んだ。彼の論文はBuchachにおける観光産業の発展に関するものであった。彼はまたスポーツ情報誌のオンライン版であるSportanalitika (スポーツ分析)でジャーナリストとして働いた。
彼はまた、ウクライナ語版ウィキペディアにIg2000の名前で定常的に投稿しており、航空・経済・フットボールなどに関する280以上の項目を作成していた。イーゴリ・イゴレヴィチによるソビエトの駆逐艦Nezamozhnikに関する項目は良質な記事に選出されている。

## 射殺

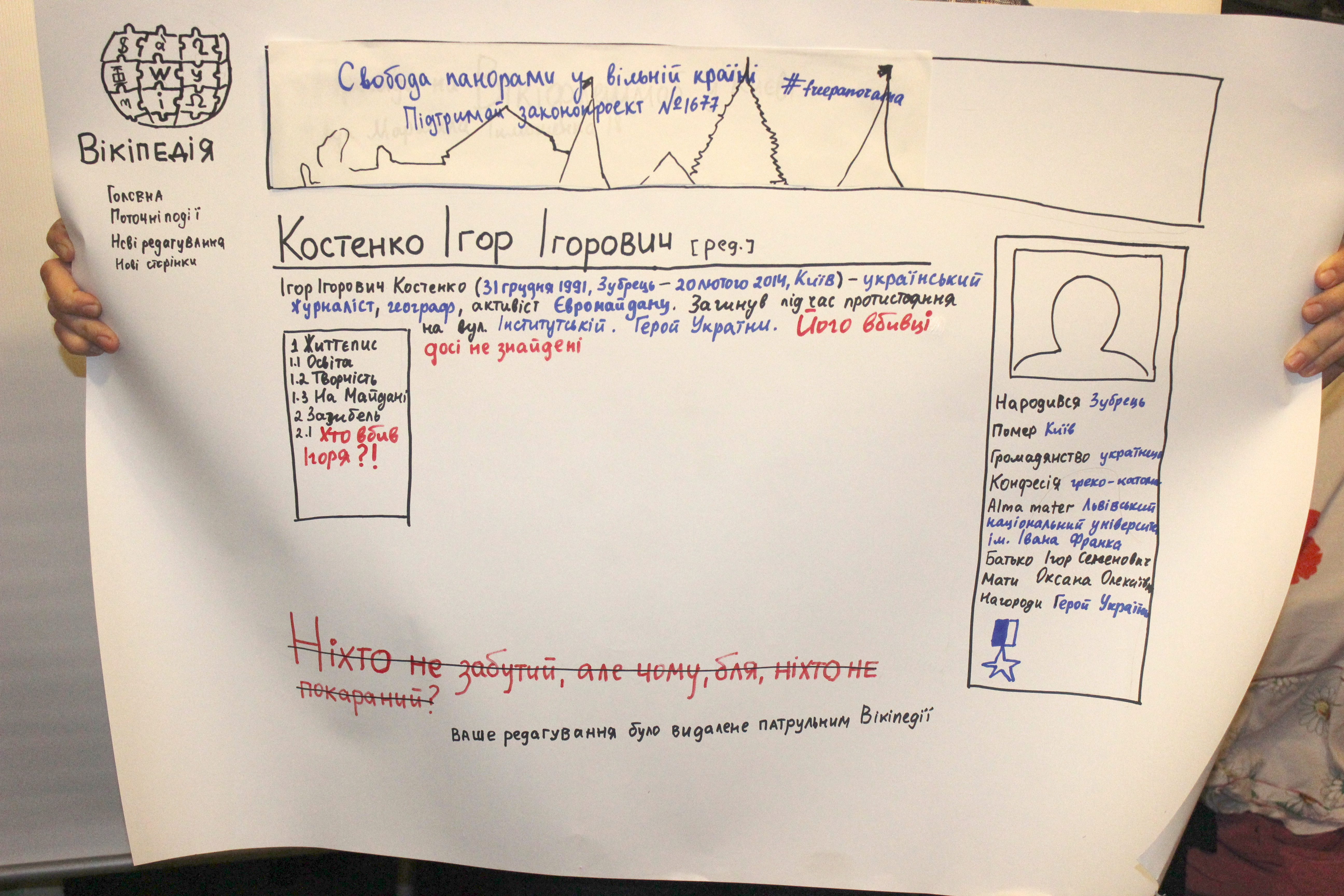
2015年2月20日、ユーロマイダン犠牲者追悼式典で掲げられたイーゴリ・イゴレヴィチのウクライナ語版ウィキペディアの記事のスケッチ。赤字の文は「誰も忘れていない、しかしどうして、誰も罰せられないのか？」と書かれている。

イーゴリ・イゴリヴィチは2014年2月18日にウクライナ政府が欧州連合加入を拒否した直後の親西欧派によるユーロマイダンでの抗議行動に参加すべくキエフへと向かった。彼はリヴィウから友人と共に、抗議者を守るバリケードを作りに行った。警官とデモ隊との衝突が19日の夜遅くに悪化し、スナイパー部隊が抗議者を射殺し始めた。
2月20日、イーゴリ・イゴリヴィチの遺体が路上で発見された彼は頭と心臓を銃で打ち抜かれており、彼の足は複数個所が骨折していた。
彼の死の後、友人のYuriy Murynが彼との最後のやり取りを 次のように述懐している。「彼は昨日電話をかけてきていたが、自分は取らなかった。次の日になって掛けなおしたが返事はなかった。私には理解が出来なかった。」「そして、Hrushevskohoでの最初の暴動の間、彼は彼のガールフレンドの電話番号を送ってきて、こう言った。『自分に何かあったら、彼女に「愛していた」と伝えてくれ』。冗談かと思ったが、暴動がまた始まった時に彼は『約束を忘れていないよな』と言ってきた」。
2月22日、何百人もの人々が葬列をなして、彼の遺体がキエフからリヴィウへと運ばれた。テルノーピリでは500人以上の弔問客が夜伽の蝋燭を立てた。ユーロマイダンでのイーゴリ・イゴリヴィチと他の6人の犠牲者は23日にリヴィウの生神女誕生大聖堂に埋葬された。

## 遺産
2014年11月21日、他のユーロマイダン犠牲者と共に、ウクライナの民間人最高位の勲章であるウクライナ英雄勲章が追贈された。
イーゴリ・イゴリヴィチは2014年のWIkipedian of the Yearに選ばれた。ジミー・ウェールズによってウィキマニア2014開催中に発表され、妹のInnaがキエフでウェールズから受け取った。

ウクライナ科学教育省が発行する雑誌は、彼を "Student of the Year"に選出した。リヴィウ大学の講堂は「イーゴリ・コスチェンコ記念講堂」に名称を変更した。

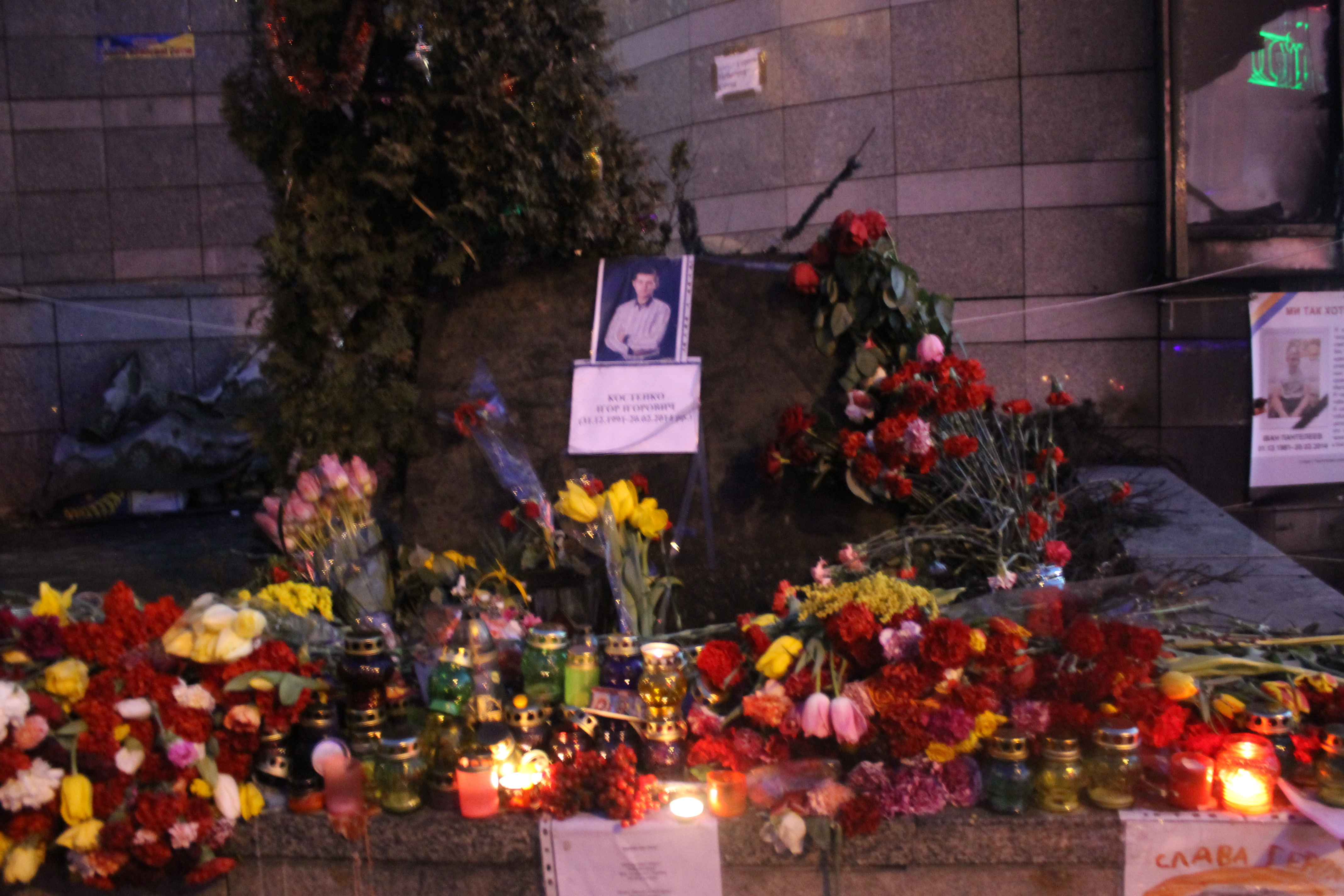
死体発見場所に備えられた花束
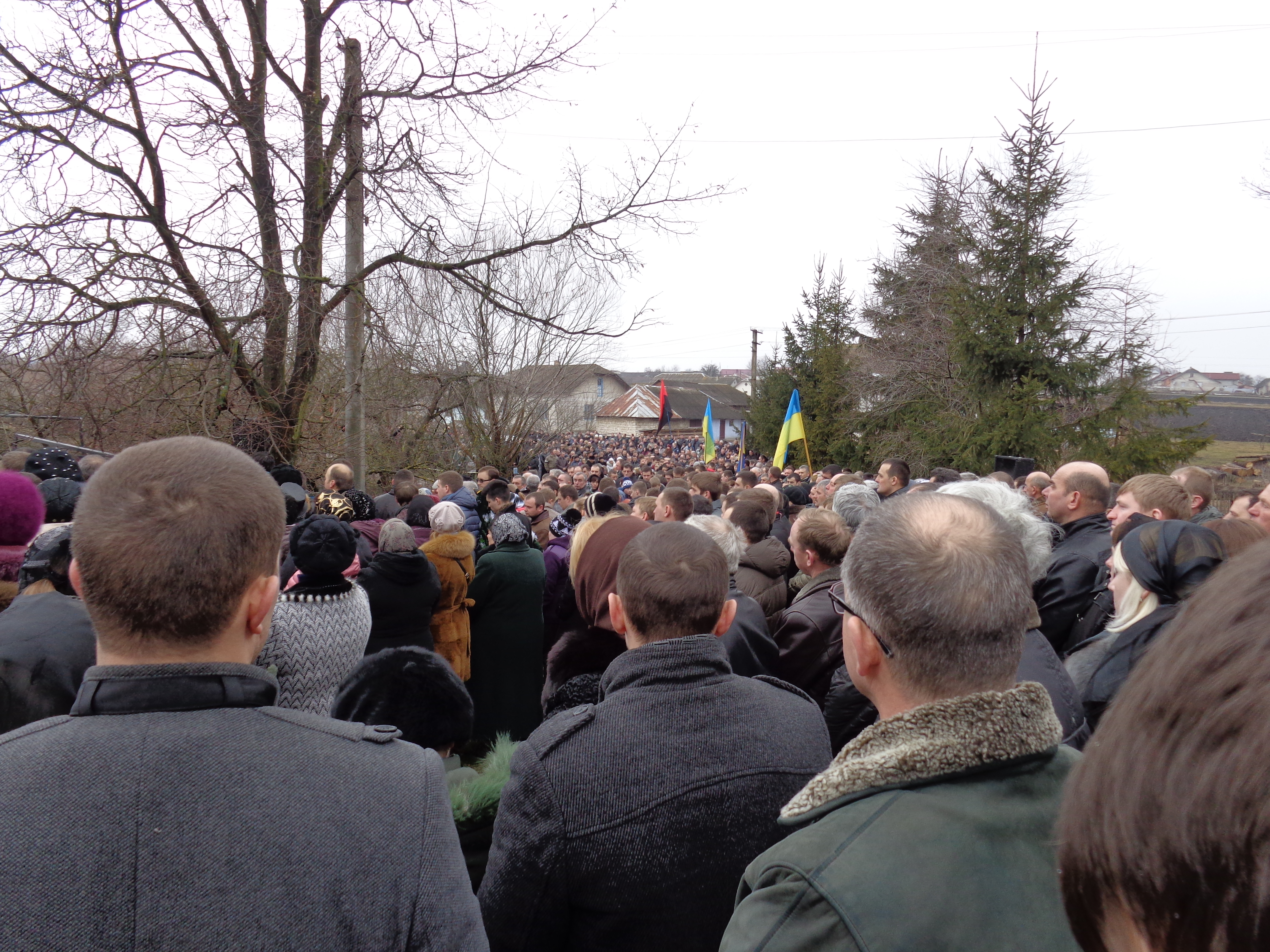
リヴィウに向かう葬列
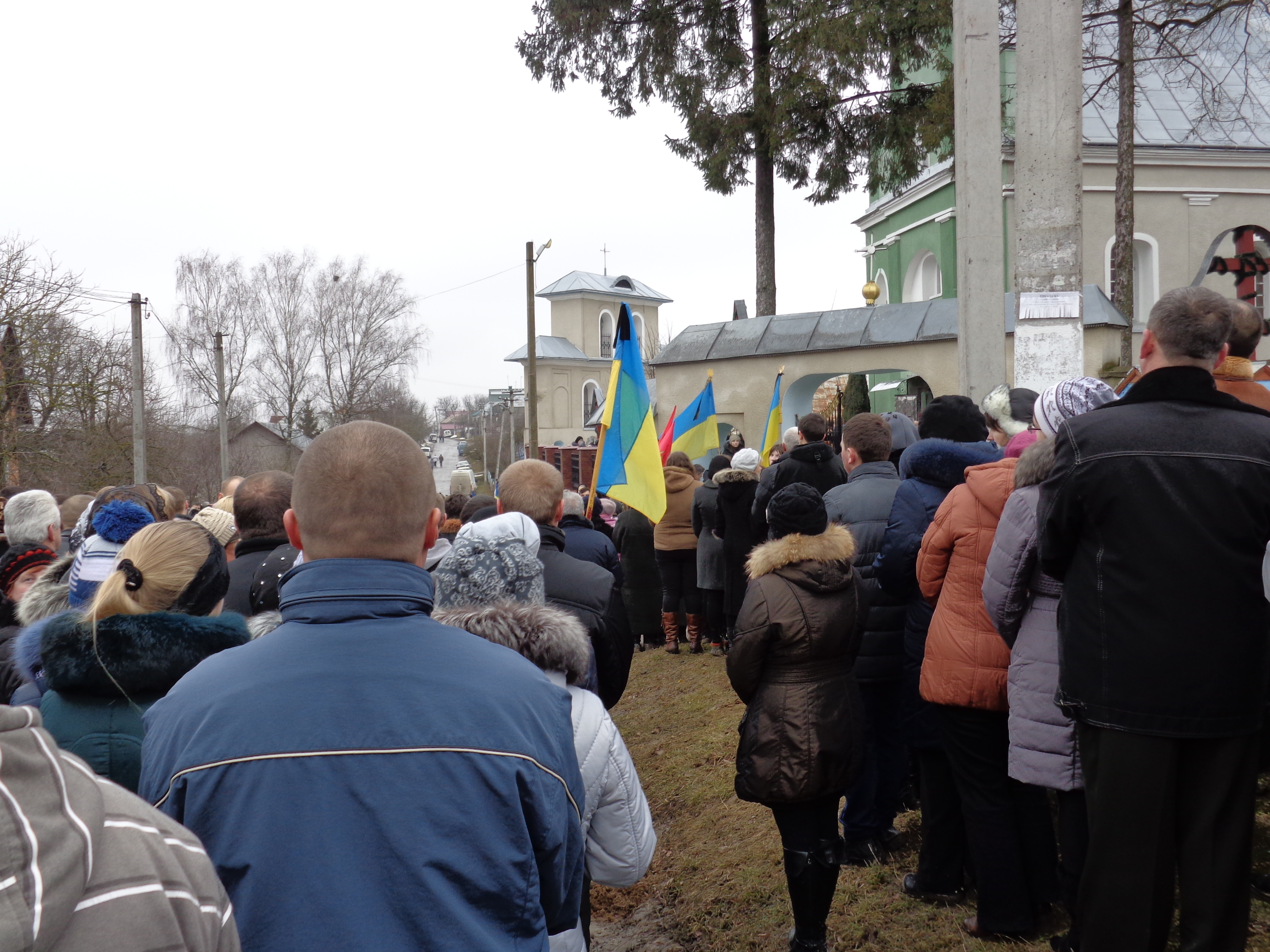
葬儀場所の境界を取り囲む群衆
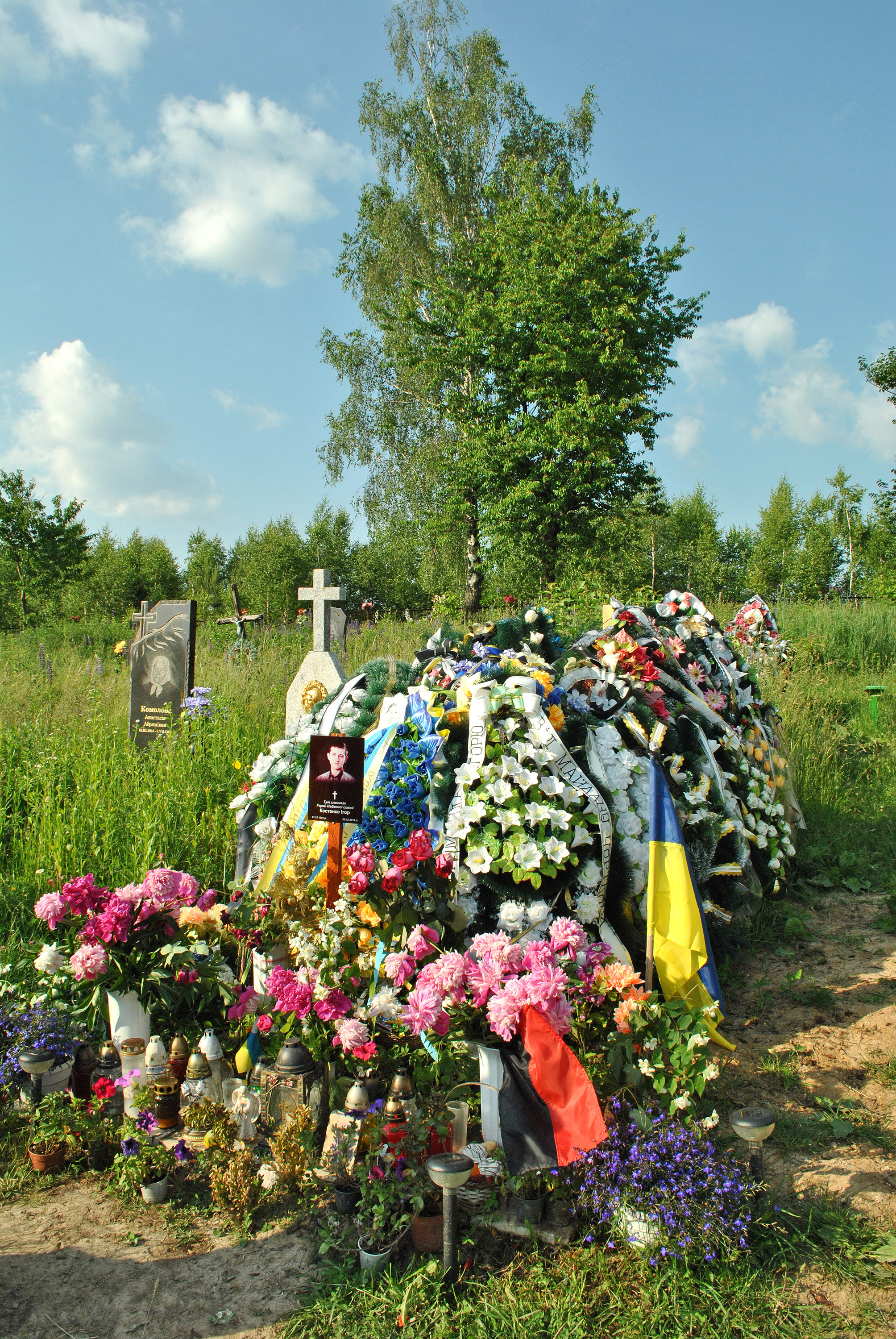
墓所
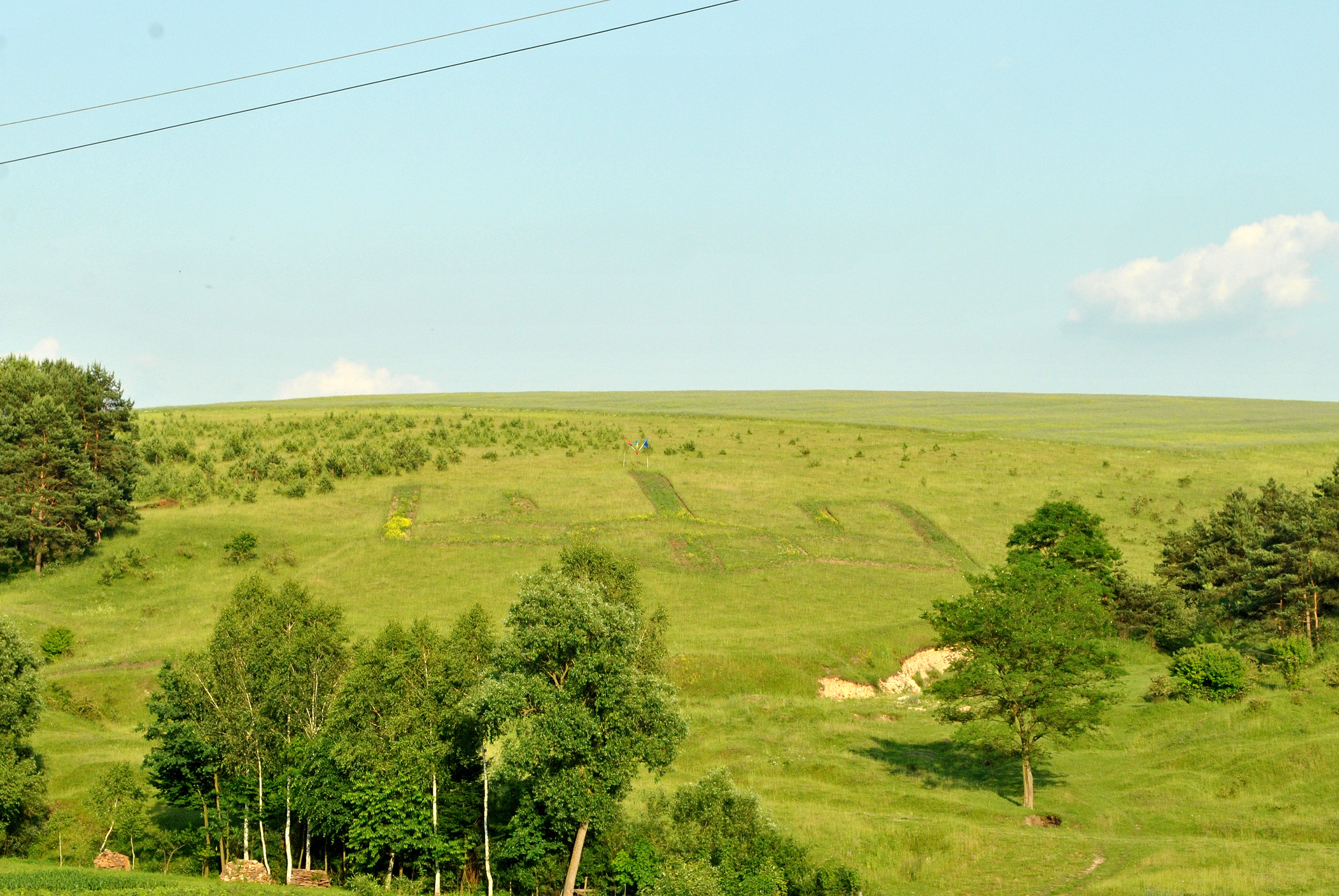
テルノーピリに設置された彼を記念する三叉槍
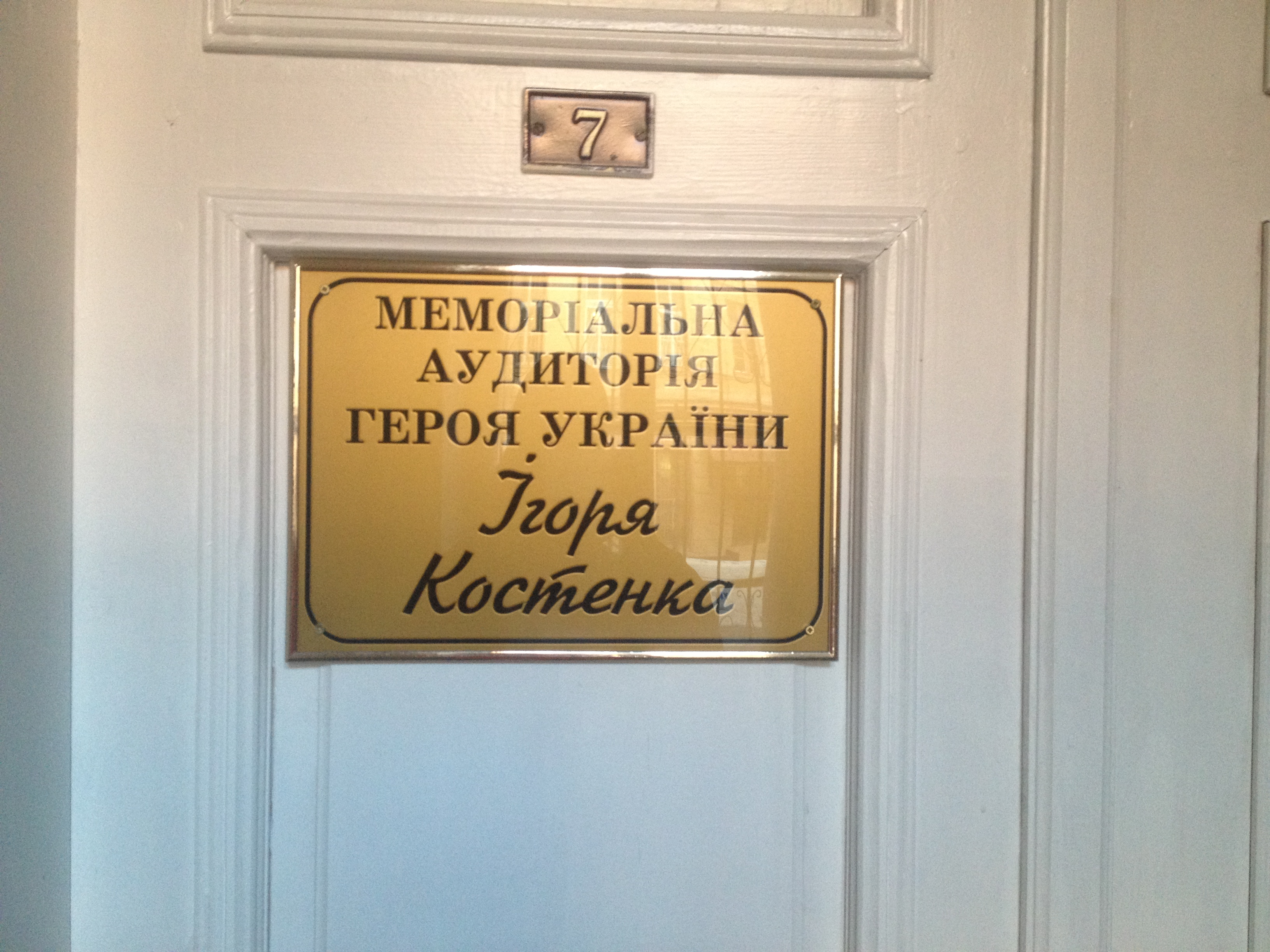
リヴィウ大学の記念講堂
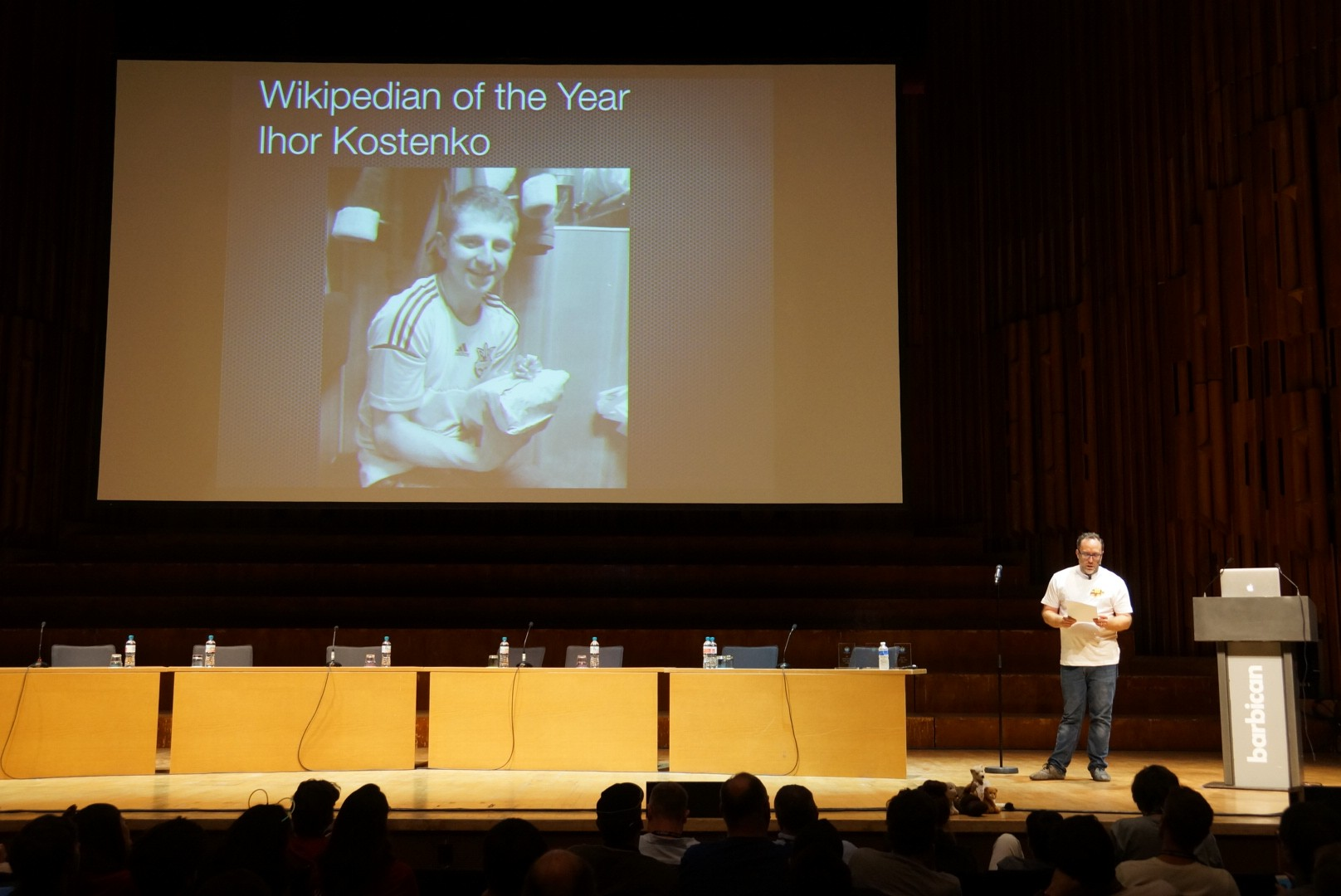
彼へのWikipedian of the Year授与を発表するジミー・ウェールズ